# 岩生棱子芹
岩生梭子芹（学名：Pleurospermum rupestre）为伞形科棱子芹属的植物。分布在中国大陆的新疆等地，生长于海拔2,500米至3,500米的地区，多生长在花岗岩石坡上和山脚附近，目前尚未由人工引种栽培。